# Vision (EP)
Vision är det svenska punkbandet No Fun at Alls debut-EP, utgiven den 7 juli 1993.
Första upplagan gjordes endast i 1 000 exemplar och bandet ansåg sig vara nöjda om det såldes i så många. Detta har dock uppfyllts med råge och skivan har utkommit i flera nyutgåvor och totalt sålts i 25 000 exemplar.
Skivan blev bandets första och sista med sångaren Jimmie Olsson, som därefter fortsatte i sitt andra band Sober.

## Låtlista
All text och musik är skriven av No Fun at All.
1. "Where's the Truth?"  – 2:11
2. "Vision"  – 1:55
3. "It's All Up to You"  – 2:00
4. "I Won't Believe in You"  – 2:05
5. "Funny?"  – 1:38
6. "Suffer Inside"  – 2:07
7. "Sidewalk"  – 2:09
8. "I Won't Come Back"  – 1:42
9. "What You Say"  – 1:19

## Medverkande musiker
- Jimmie Olsson - sång, trummor
- Mikael 'Micke' Danielsson - gitarr, bakgrundssång
- Henrik 'Henka' Sunvisson - bas, bakgrundssång

### Fotnoter
1. ↑  ”No Fun at All”. Discogs.com. http://www.discogs.com/No-Fun-At-All-Vision/release/2007637. Läst 28 mars 2012.
2. ↑  ”No Fun at All”. Burning Heart Records. http://www.burningheart.com/bands/index.php?id=65&bio=1. Läst 28 mars 2012.
3. ↑  Ankeny, Jason & Loftus, Johnny. ”No Fun at All”. Allmusic.com. http://www.allmusic.com/artist/no-fun-at-all-p206019/biography. Läst 28 mars 2012.
4. ↑  ”Vision”. Burning Heart Records. Arkiverad från originalet den 10 februari 2012. https://web.archive.org/web/20120210185730/http://www.burningheart.com/bands/index.php?id=65&bio=2. Läst 28 mars 2012.